# Primer sitio al Fuerte de Arauco
El Primer Sitio al Fuerte de Arauco, fue un hecho de armas de la Guerra de Arauco.

## Antecedentes
Francisco de Villagra, enterado de la noticia de la muerte de su hijo, Pedro de Villagra el Mozo, en Lincoya, se embarcó enfermo para Concepción dejando a su primo de igual nombre que su hijo, Pedro de Villagra, a cargo de la campaña. Los mapuches, por su parte, se volvieron en dos frentes hacia los fuertes de Angol y Arauco para sitiarlos. Arauco estaba rodeado de murallas de dos adobes de espesor y pica y media de alto, con dos cubos o fortalezas en los ángulos, donde estaban emplazadas siete pequeñas piezas de artillería. El número de los defensores subía a ciento quince españoles.

## Combate
El enfrentamiento comenzó el 3 de febrero de 1563 cuando un gran contingente de indígenas acaudillado por el Cacique Colo Colo se estacionó en las vecindades del fuerte de Arauco y procedió al ataque. Al venírsele encima la avalancha humana, los sitiados lanzaron un ataque de caballería, que, luego de una cruenta lucha, si bien fue rechazado, lograron contener la ofensiva temporalmente, sin disminuir la presión enemiga.
Los mapuches, apenas lograron encerrar a los españoles en la plaza, levantaron una fortaleza frente a la ciudad, con líneas de abastecimientos expeditas; Durante este trabajo, para protegerse del fuego de arcabuces y cañones se construyeron refugios y fosos.
Al día siguiente iniciaron el asalto de las murallas. Provistos de escaleras y tablones trataron de trepar los muros, mientras más de 100 guerreros provistos de palas y azadones abrían hoyos en las paredes. Combates cuerpo a cuerpo llevaron a los atacantes hasta los bordes de las paredes, en las que trataban de taponear las bocas de los cañones con barro y piedras.
Los mapuches hicieron grandes fiestas celebrando anticipadamente la derrota de sus enemigos. Quedaron descuidadamente dormidos, momentos en que Bernal del Mercado cargó con 50 hombres montados, dejando gran mortandad entre los sorprendidos indígenas, que repelieron dificultosamente el ataque.
Se volvió a afianzar el cerco y los mapuches lanzaron un ataque con flechas incendiarias. El incendio creó una gran confusión entre las tropas españolas, mientras los mapuches se apresuraban a intentar entrar al fuerte a robar los almacenes sin vigilancia. Entre lo sustraído de los almacenes se contaban varios arcabuces y un cañón, lo que era de bastante cuidado.
Los mapuches creyeron que los españoles intentarían abandonar el fuerte durante la noche, y colocaron, en los cuatro caminos que partían de la plaza, mil guerreros en cada uno, para aniquilarlos en la fuga, lo que lo que favoreció a Villagra dándole tiempo para tapar los grandes hoyos de las murallas.
Siguieron los ataques y contraataques, entre puñaladas, mazazos, estocadas, lanzazos, golpes de macana, balazos y pedradas. Habían caído más de 400 guerreros y la lucha no se definía. Después de varios días de combate los indígenas comprendieron que sólo podían rendir la plaza mediante un sitio largo y el 18 de febrero los mapuches alzaron el sitio, posiblemente para cosechar el maíz, sin el cual habrían tenido que pasar un invierno de hambre y de miseria.

## Consecuencias
Los mapuches se detuvieron a dos kilómetros del fuerte, y desde allí Petehuelén ofreció la paz en nombre de toda la tierra. Villagra aceptó, y antes de anochecer, entró el generalísimo con nueve caciques para ajustar las condiciones. Pedro de Villagra no se hizo ilusiones sobre la duración de esta paz, y aprovechó la tregua para reparar las defensas. Villagra, viendo los caminos abiertos, con algunos hombres se dirigió a Concepción a buscar refuerzos y provisiones dejando en Arauco a Lorenzo Bernal del Mercado con noventa hombres. Jamás regresó a su base, porque el Gobernador no lo autorizó para hacerlo. El general español creía que, perdido Cañete, Arauco no tenía razón de ser y que convenía abandonar esta plaza para la defensa del sur. Por razones de orden político, Francisco de Villagra se negó a aceptar la medida ya que se resistía a desmantelar este fuerte después de haber despoblado Cañete y postergó por ello la evacuación.